# Kaw kaw
En la cultura de Malta el Kaw Kaw (también pronunciado como VAG-VAG) es un "hombre babosa fantasma de color gris" que se pasea por las calles por la noche. Es capaz de oler la culpabilidad de una persona y de entrar en sus hogares mediante la ampliación y la contratación de su cuerpo de caracol a través de cualquier grieta o fisura. Una vez dentro, sonreía, con la boca abierta sin dientes a su desventurada víctima.
Otra versión de la criatura existe en San Pawl il-Baħar donde el Kaw Kaw se describe como un gigante enorme, que podría atravesar las islas maltesas en unos pocos pasos. Se creía que salía a la caza de los culpables entre Navidad y la primera semana de febrero, tal como se demuestra en un proverbio maltés: Il-GAW-Gaw joħroġ lejlet il-il-Milied f'nofs lejl; Jekk isib mustaċċih miblula, jgħid: IX-Xita għaddiet; Jekk isibhom Nexfin, igħid: Ix-xitwa gadha ġejja, "El Kaw-Kaw sale el día de Nochebuena a la medianoche y si sus patillas están húmedas, dice,"El invierno ha pasado", si las encuentra secas, dice, "El invierno está todavía por venir".
La contraparte femenina del Kaw Kaw se llama L-Imlejka, a menudo se presentaba como una mujer vieja. Flores eran colocadas en las ventanas durante el Año Nuevo, para aplacarla en su paso.
Todas las variantes del Kaw Kaw se identifican con el bawbaw, otro monstruo que atacaba a los niños de Malta. El nombre Kaw Kaw (y de manera similar VAG-VAG) es, posiblemente, de origen onomatopéyico y se refiere a los ladridos de un perro.